# 长安（东方学院）站
长安（东方学院）站是杭海城际铁路的一个车站，位于中华人民共和国浙江省嘉兴市海宁市长安镇长安路与仰山路交叉口西侧，于2021年6月28日正式启用。

## 车站结构

### 车站楼层
长安（东方学院）站为高架三层侧式车站，站厅位于二层，站台位于三层。
| 3层  | 侧式站台，右侧开门 | 侧式站台，右侧开门                        | 侧式站台，右侧开门 | 侧式站台，右侧开门 |
|      |                    | █ 杭海城际 往临平南高铁站（海宁高铁西站） |                    |                    |
|      |                    | █ 杭海城际 往浙大国际校区（长安东）       |                    |                    |
|      | 侧式站台，右侧开门 |                                           |                    |                    |
| 2层  | 站厅               | 售票机、客服中心、商店、警务室、安检设施  |                    |                    |
| 地面 | 出入口             |                                           |                    |                    |

### 出入口
本站有A、B两个出入口，非付费区互不相连。A出入口位于车站东北侧，B出入口位于车站西北侧。
卫生间和垂直电梯均位于A口。